# Vicky Chahar
Vicky Chahar (3 agosto 1999) è un lottatore indiano, specializzato nella lotta libera.

## Palmarès
- Campionati asiatici

Xi'An 2019: argento nei 92 kg.
Ulaanbaatar 2022: bronzo nei 92 kg.